# Adalgisa Rossi
Adalgisa Rossi, nota anche con lo pseudonimo di Adalgisa Bresci (Soresina, 6 ottobre 1883 – Roma, 1967), è stata un'attrice italiana.

## Biografia
Inizia a recitare fin da giovanissima, arrivando ad interpretare molto presto ruoli di primo piano nel teatro di prosa italiano dei primi del ‘900. Dopo il matrimonio con Felice Girola sceglie di non accettare più ingaggi di altri, ma di lavorare con il marito, fondando così la Compagnia Rossi Girola.
Diretta da Felice continua la sua carriera interpretando tutti i ruoli da protagonista nel repertorio di prosa in lingua italiana della compagnia itinerante che segue la tradizione dei Figli d’Arte dell'epoca. Riscuote sempre ottimi successi di pubblico ma anche di critica e durante le sue tournée non si ferma mai, neanche per le nascite dei suoi figli: Giasone, Giulio, Roberto, Emilio e Gigliola.
Continua a recitare e a riscuotere successi anche dopo il 1949, quando la direzione della compagnia passa al figlio Giulio Girola che crea il Carro di Tespi Ermete Zacconi, teatro itinerante che porta in giro per l'Italia, soprattutto al Nord, un repertorio che spazia dai classici al teatro di prosa contemporaneo. In particolare, un'accurata scelta di commedie gialle che culmina nella messa in onda sul Programma Nazionale RAI, il 29 luglio 1957, di Alibi, di Agatha Christie.
Sempre nel 1957 lei e il marito ricevono un premio dalla Presidenza del Consiglio dei ministri – direzione generale dello Spettacolo – per la loro attività di attori nella stagione ‘56/57.
Dopo lo scioglimento della compagnia di famiglia si ritira definitivamente dalle scene insieme al marito Felice.
Muore a Roma nel 1967.